# Sân bay Gold Coast
Sân bay Gold Coast, hoặc Sân bay Coolangatta, (IATA: OOL, ICAO: YBCG) là một sân bay nội địa và quốc tế của Úc nằm ở cuối phía nam của Gold Coast, khoảng 100 km (62 dặm) về phía nam Brisbane và 25 km (16 mi) về phía nam của Surfers Paradise. Các lối vào sân bay nằm ở vùng ngoại ô của Bilinga tại Gold Coast. Đường băng chính nằm giữa năm vùng ngoại ô của thành phố sinh đôi trên biên giới bang Queensland và New South Wales. Trong suốt mùa hè các bang đều ở hai vùng thời gian khác nhau.
Cho năm tài chính 2010-11, Sân bay Gold Coast là sân bay bận rộn thứ sáu ở Úc về số lượt hành khách và thứ tám về số lượt chuyến. Nó cũng là sân bay tăng trưởng nhanh thứ 3 trong Australia. 